# 聖フェリセス・デ・ビリビオの巡礼祭
聖フェリセス・デ・ビリビオの巡礼祭(スペイン語: Romería de San Felices de Bilibio)は、リオハ・ワインの主産地として知られているスペイン・ラ・リオハ州アロで、町の守護聖人である聖ペドロ（ペトロ）の日、毎年6月29日に開催される祭礼。ワインボトルやバケツやシャワーホースなどでワインを掛け合うフードファイト、通称バターリャ・デル・ビノ（スペイン語: Batalla del vino, 「ワインの戦い」）で知られており、英語ではアロ・ワイン・フェスティバル(英語: Haro Wine Festival)とも呼ばれる。ワインの戦いの他には、ワインの試飲会や闘牛などが行われる。スペイン政府観光省によって国民的重要観光祭礼に指定されている。

## 歴史

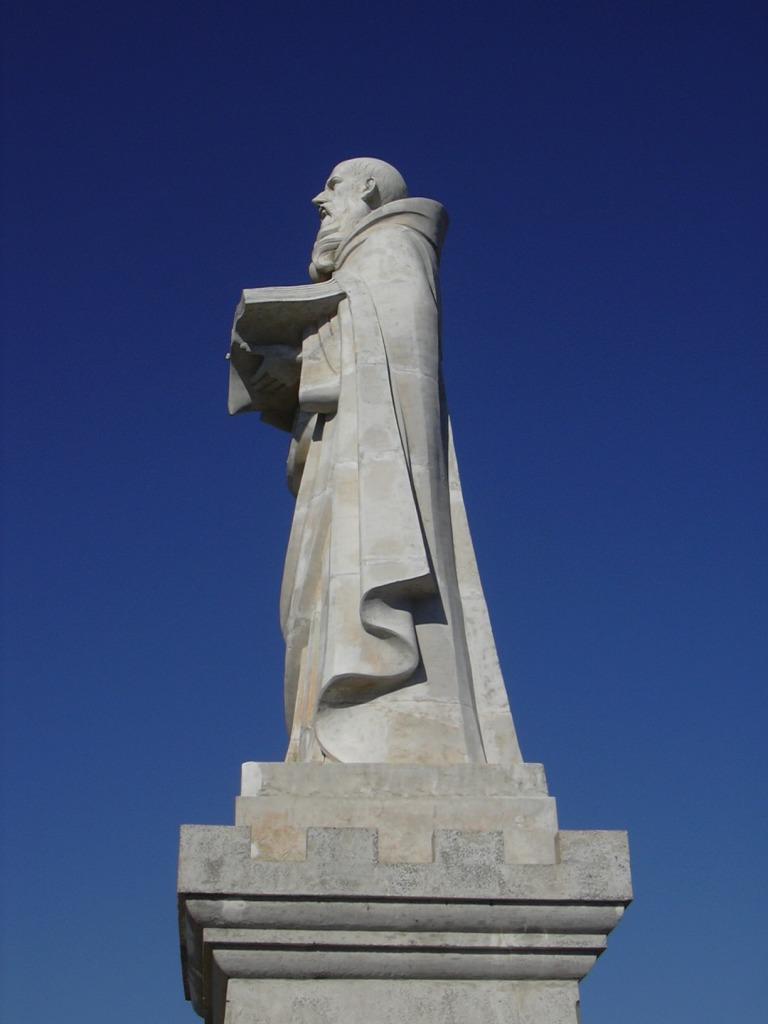
聖フェリセスの石像

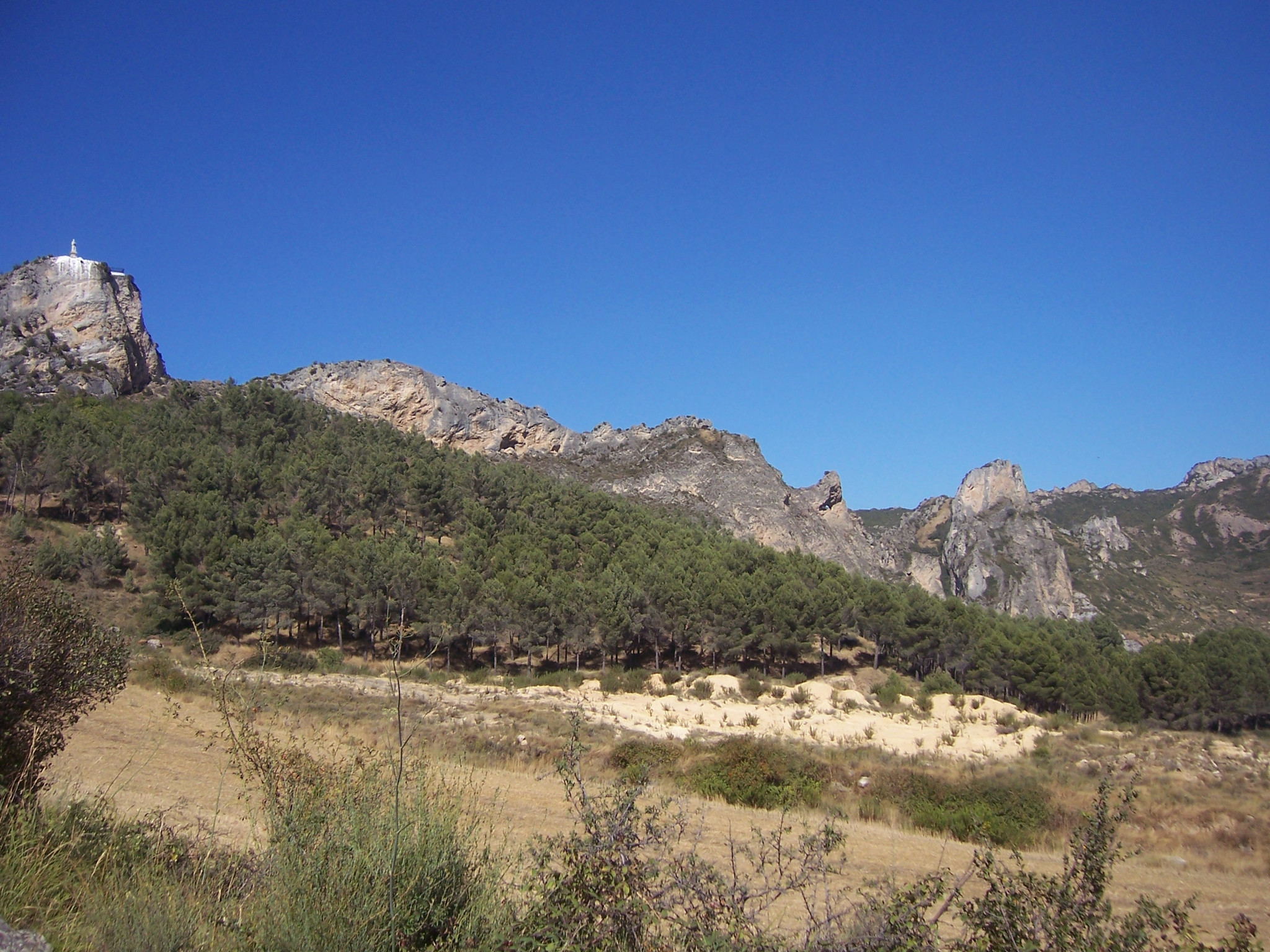
アロ郊外にあるビリビオ岩山

聖フェリセス・デ・ビリビオの巡礼祭の歴史は、アロと近隣のミランダ・デ・エブロの間で土地紛争が起こった12世紀に遡るとする伝承がある。この伝承によれば、カスティーリャ王フェルナンド3世は1237年に土地紛争問題を解決し、判事は毎年聖ペドロ（ペトロ）の日に自治体境界を示すようアロの町に命じた。この命令をこなすために、6月29日の聖ペドロの日にはアロの住民がビリビオ岩山に行列をなし、山上から自治体境界を確認した。やがてこの慣例行事は巡礼祭に性格を変化させ、この巡礼祭の最中に人々がワインを掛けあいはじめたのは1710年であるとされる。
19世紀末には世界的な赤ワイン産地であるフランス・ボルドーでフィロキセラが流行し、ボルドーのブドウ畑は壊滅的な被害を受けた（19世紀フランスのフィロキセラ禍）。ボルドーのワイン生産者はピレネー山脈を越えてスペインに入り、すでに鉄道が開通しており土壌などの条件も良かったリオハ地方に定住した。リオハ地方は「第二のボルドー」と呼ばれるほどワインの質を高め、スペインを代表する赤ワイン産地となった。アロはリオハ西部の中心都市であり、フランスからの列車がリオハ地方に入って停まる初めての駅だった。リオハ地方を横断する鉄道によってリオハ中からブドウが集まり、当地のワイナリーで赤ワインが生産されて国内外に輸出された。ワイン産業によって大きな経済力を得たアロは、スペインでもっとも早くに電気が通った2つの町のひとつである。
地元紙のラ・リオハ紙によれば、ワインを掛けあう行事が初めて紙面で言及されたのは1949年である。1945年から1955年にはこの伝統が爆発的な人気を得て、「ワイン戦争」という名称で呼ばれるようになったが、1965年には「ワインの戦い」に名称が変更された。1965年にはスペイン政府交通・観光・情報省によって重要観光祭礼に指定され、1988年には国民的重要観光祭礼に申請されたが、スペイン政府観光省によって却下された。1998年にはラ・リオハ州政府によってラ・リオハ州重要観光祭礼に指定された。2011年にはスペイン政府観光省によって正式に「聖フェリセス・デ・ビリビオの巡礼祭」として国民的重要観光祭礼に指定された。

## 進行
毎年6月29日、老若男女の参加者は白いシャツに赤いスカーフを身に付け、ブドウ酒瓶、ワインボトル、酒袋など様々な入れ物に入った赤ワインを持参し、午前7時にアロの町に集まる。馬にまたがった市長が6kmの距離を先導して、参加者は隠者聖ビリビオ(443年頃-540年)が暮らしていたとされるビリビオ岩山に向かう。聖ビリビオを祀った聖フェリセス・デ・ビリビオ修道院を祝した後、無礼講のバターリャ・デル・ビノが始まる。誰もが互いに持参したワインを掛け合い、頭から足まで水浸しになる。あたり一面がワインの海となり、参加者が着ている白いシャツは赤ワイン色に染まる。白いシャツ、赤いスカーフ、滑りにくい靴を身につけるのが望ましいとされる。2007年には約20,000リットルのワインが、2008年には約30,000-40,000リットルのワインが放出されたと推定されている。
正午には参加者全員が町に戻ってパス広場で祝し、町にある闘牛場で通常とは異なる「闘牛」が行われる。正式な「闘牛士」ではなく町の若者が闘牛士役を務め、獰猛な「雄牛」ではなく雌牛が闘牛役を務める。この闘牛によって聖フェリセス・デ・ビリビオの巡礼祭は幕を閉じる。

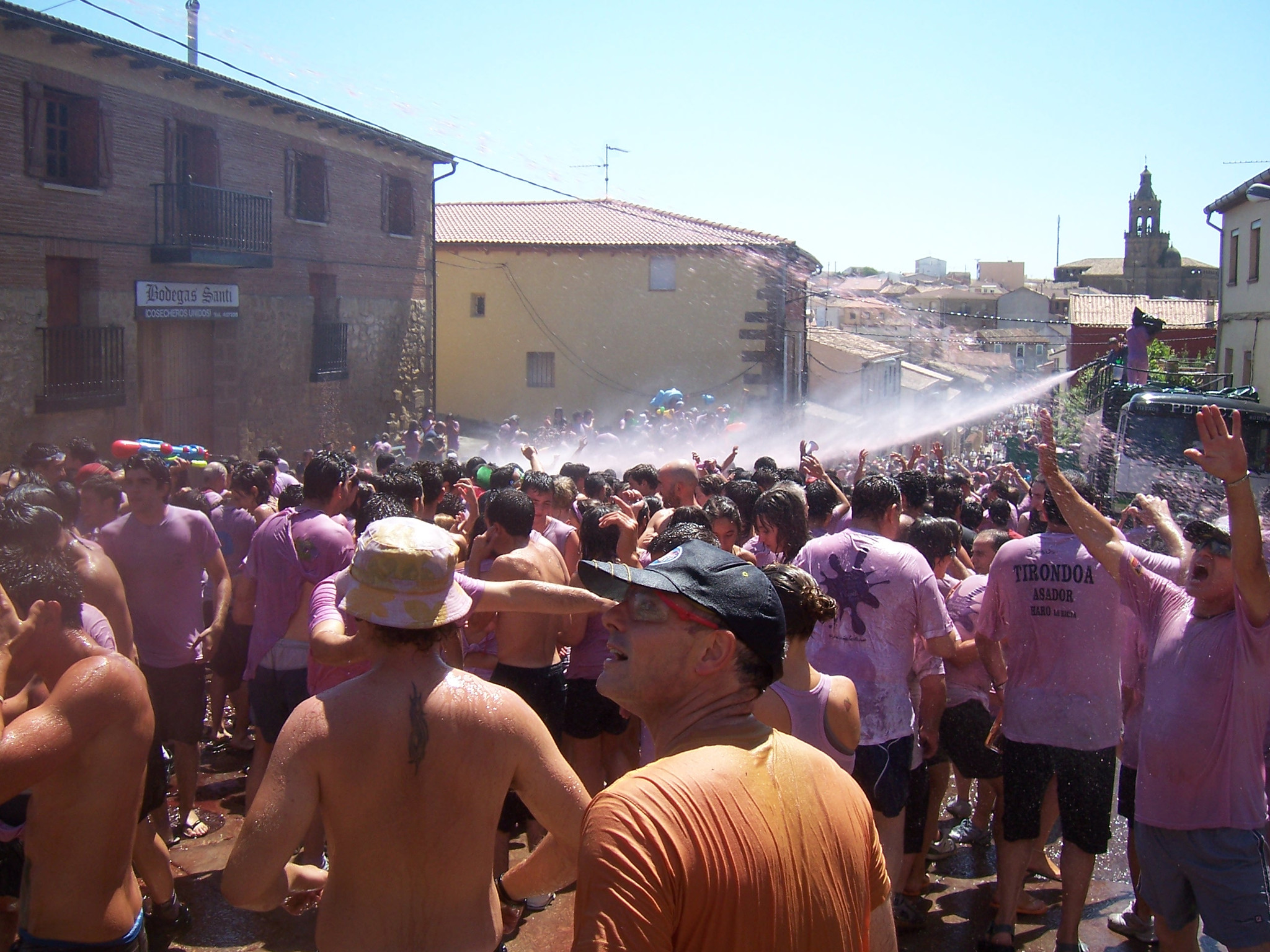
水撒き器でのワイン撒き
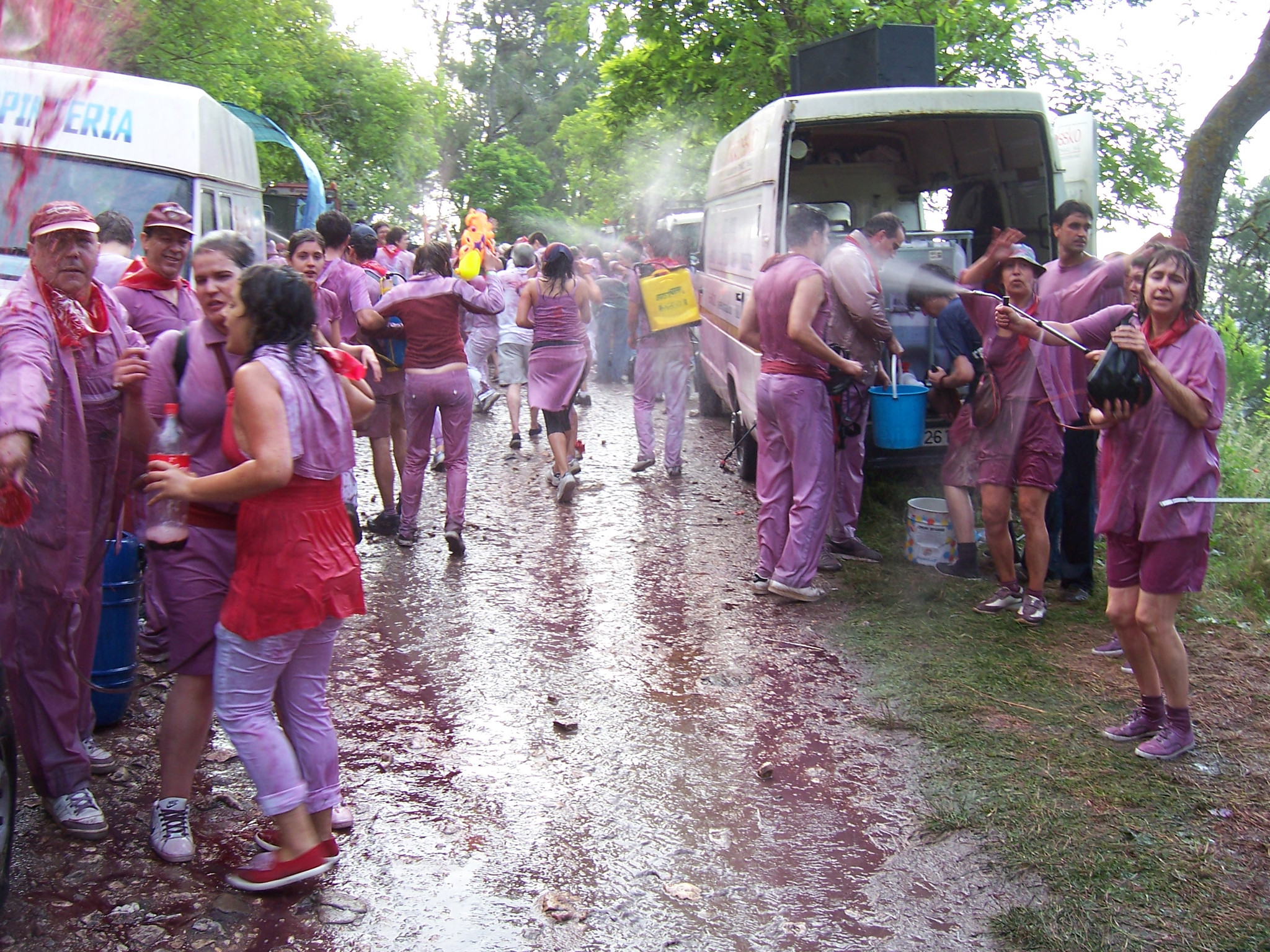
血の海にも似たワインの川
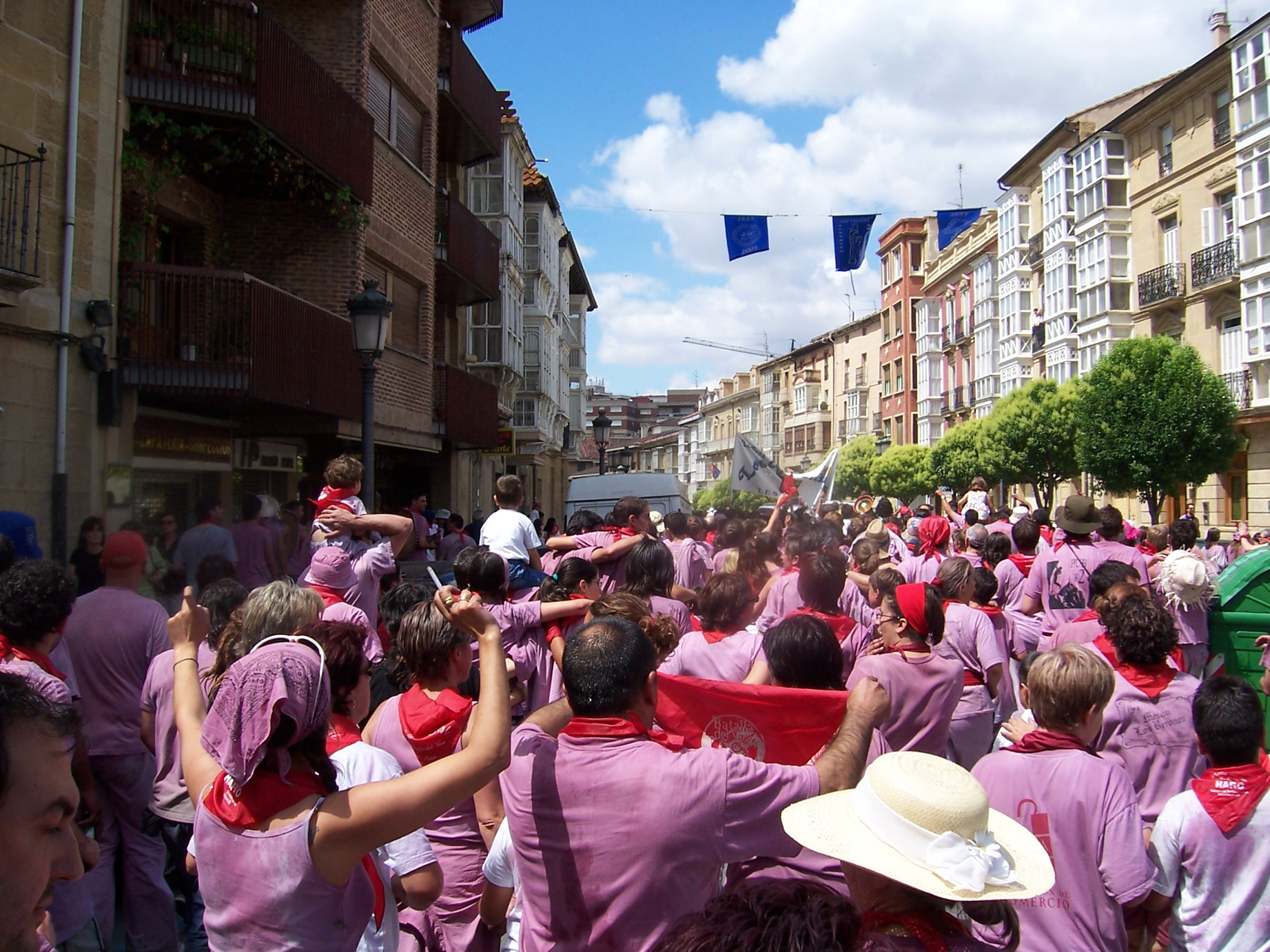
アロの町に戻った参加者
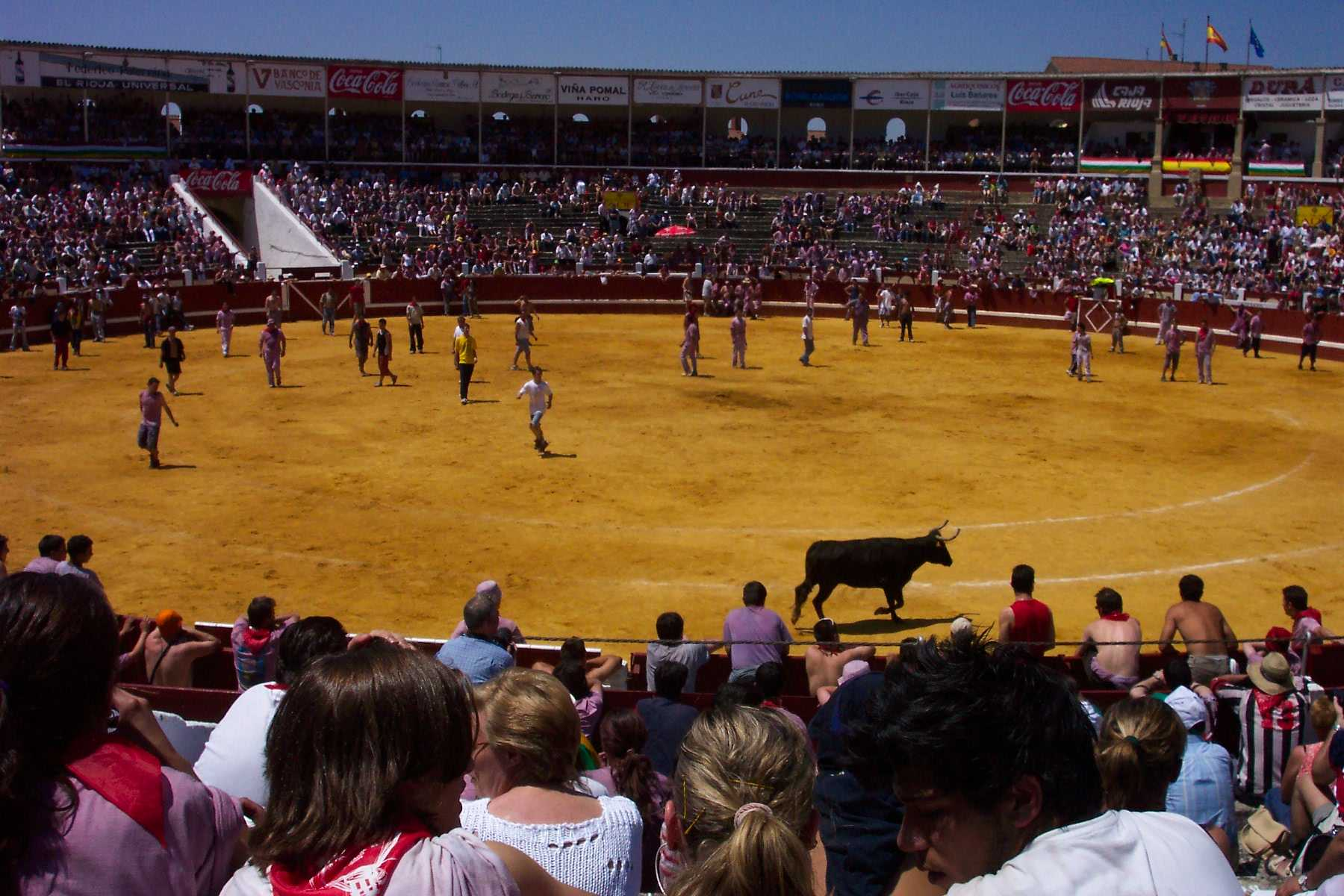
アロ闘牛場での素人闘牛

## 類似の祭礼
アロ近郊のラ・リオハ州サン・アセンシオでは、毎年7月25日に近い日曜日にバターリャ・デル・クラレット（濃紅色のワインの戦い）と呼ばれる祭礼が行われる。1977年に初開催されたこの祭礼は2007年に第30回目を迎え、1,000人以上が参加した。
アロと同じくワイン産地として知られるムルシア州フミーリャでは、毎年8月15日に近い土曜日に、収穫祭に近い性格を持つパレードなどが行われる。ラ・リオハ州の州都ログローニョでは、毎年9月21日の聖マテオの日にブドウ収穫祭が行われる。
バレンシア州ブニョールでは8月最終水曜日に熟したトマトを投げ合うトマティーナが行われる。

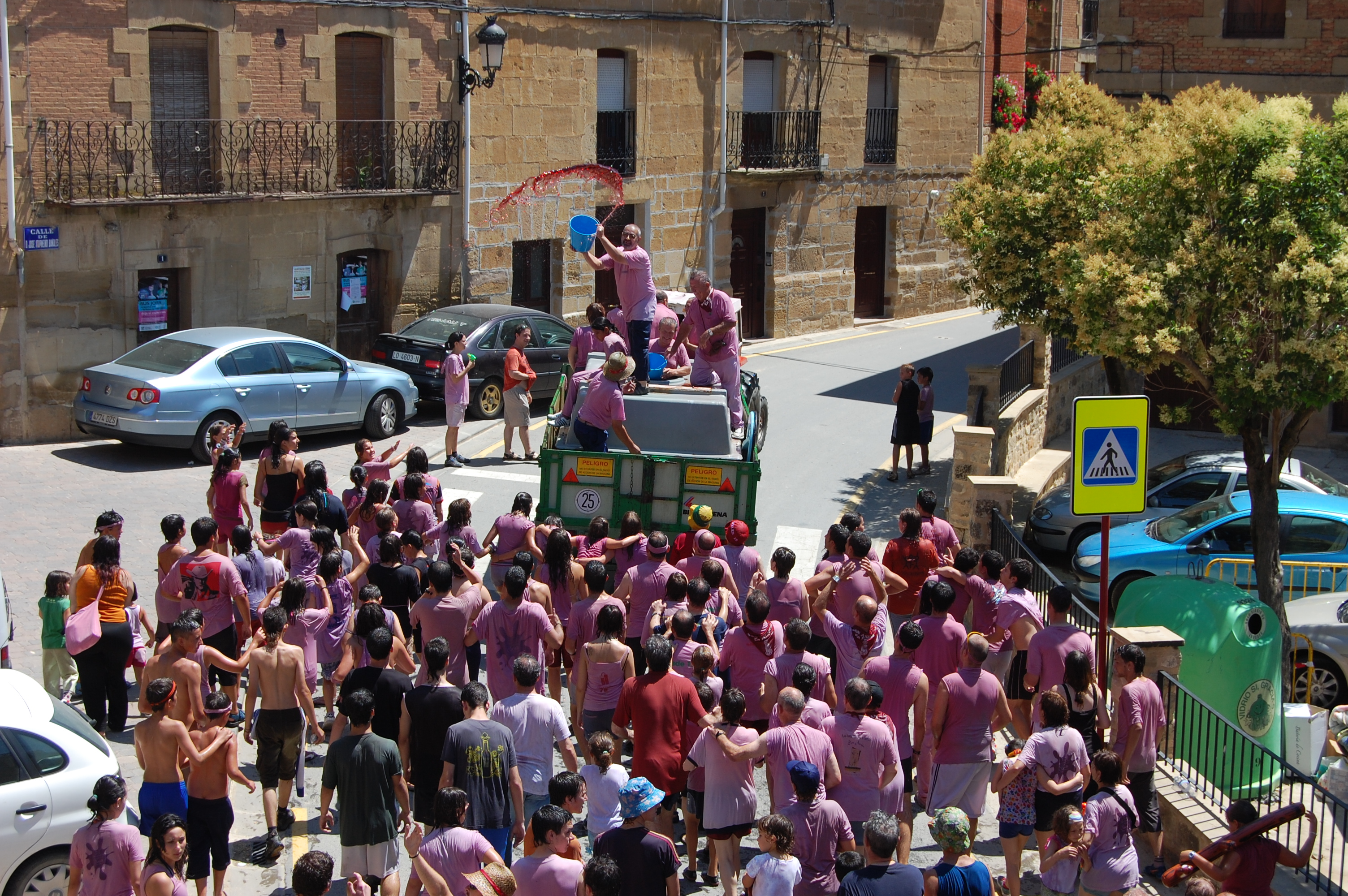
バターリャ・デル・クラレットでバケツのワインをぶちまける瞬間
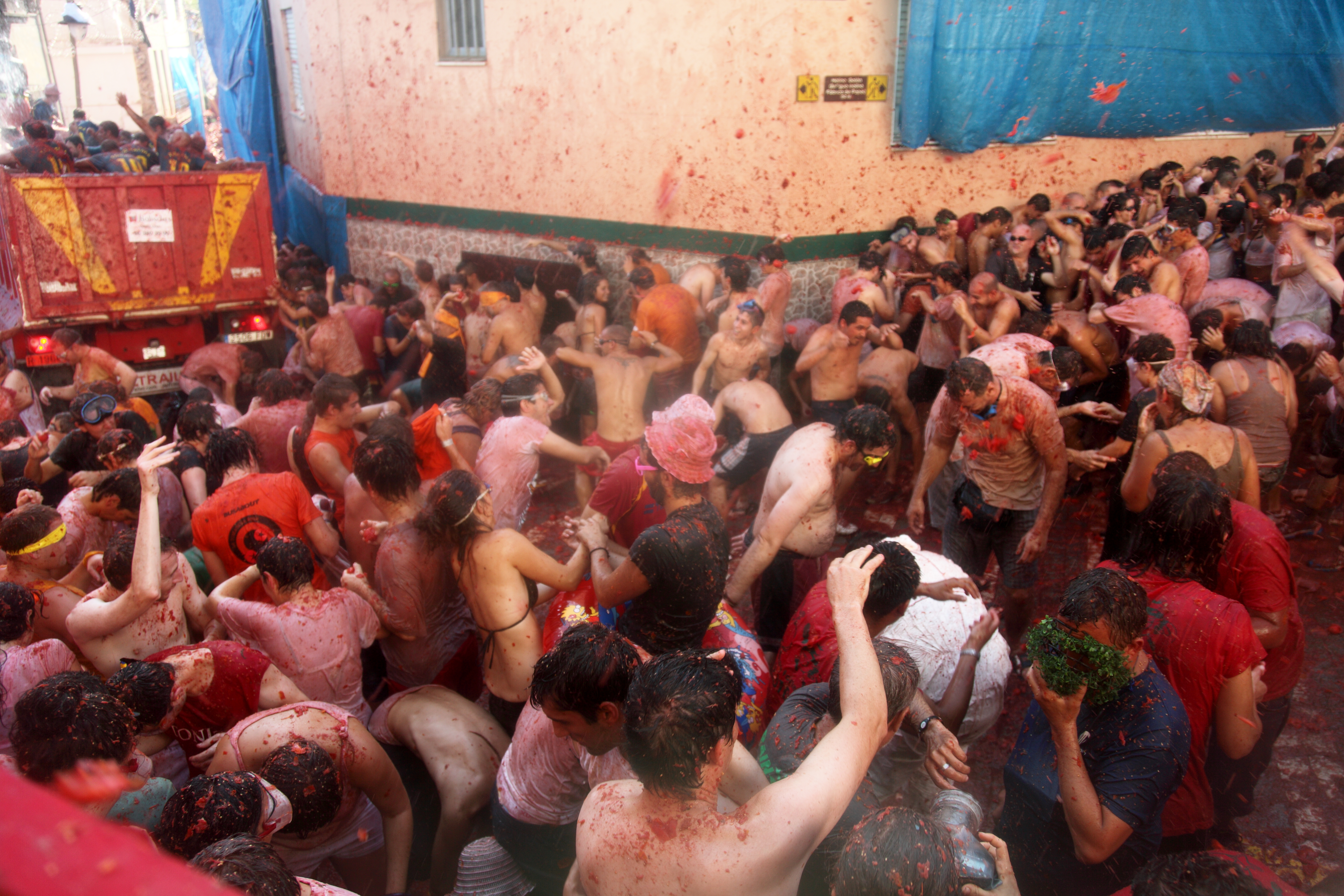
ブニョールのトマティーナ